# Stazione di Wienacht-Tobel
La stazione di Wienacht-Tobel (in tedesco Bahnhof Wienacht-Tobel) è una stazione ferroviaria nel comune svizzero di Lutzenberg sulla linea Rorschach-Heiden.

## Storia
La stazione fu attivata il 6 settembre 1875, in occasione dell'apertura della ferrovia Rorschach-Heiden. È situata nei pressi dell'omonima località nel comune di Lutzenberg.

## Strutture e impianti
La stazione dispone di un binario dotato di marciapiede per il servizio passeggeri, e di un binario tronco situato nei suoi pressi. La stazione è dotata di un fabbricato viaggiatori a due piani.

## Movimento
La stazione è servita da treni a cadenza oraria (e che fermano su richiesta) sulla relazione Rorschach Hafen - Heiden, di cui alcuni limitati a Rorschach, sulla linea S25 della rete celere di San Gallo.